# Estación Coronel Granada
Coronel Granada es una estación ferroviaria ubicada en la localidad de Villa Francia, en el partido de partido de General Pinto, al noroeste de la provincia de Buenos Aires (Argentina).

## Ubicación
La estación se encuentra ubicada a 378 km al oeste de la Estación Once (en el centro de la ciudad de Buenos Aires).

## Servicios
No presta servicios de pasajeros desde agosto de 2015.
Sus vías están concesionadas a la empresa de cargas Ferroexpreso Pampeano.